# East York
Pour les articles homonymes, voir York.
East York (ˌistˈjɔɹk) est un quartier de la ville de Toronto, dans la province de l'Ontario (Canada). Avant 1998, c'était une municipalité indépendante.

## Histoire
La région entourant l'actuelle York est explorée par des colons européens en 1791 et appelée canton de Dublin. Quelques années plus tard, John Graves Simcoe change son nom en celui de York, en hommage au duc d'York. À l'origine, East York est une communauté autonome du comté de York. La ville devient rapidement, au XIXe siècle, un centre industriel. On y compte, notamment, une distillerie et plusieurs moulins. De 1840 à 1880, l'agriculture est également florissante. À la suite de l'obtention du statut de canton par North York, en 1922, le canton de York est divisé entre Toronto, Leaside et North Toronto. Avec la croissance démographique rapide qui suit l'ouverture du viaduc Bloor-Danforth (Prince Edward), en 1919, les habitants de la partie orientale du canton de York estiment qu'ils sont négligés par le canton, pour ce qui est des routes, des égouts et autres services municipaux. Avec l'alternative, soit de rejoindre la ville de Toronto, soit de devenir indépendants, 448 habitants d'East York votent la création d'un nouveau canton, alors que 102 autres se prononcent pour la fusion avec Toronto. Le canton d'East York est constitué le 1er janvier 1924. Il a alors une population de 19 849 habitants. La moitié ouest du canton de York conserve son nom.
Dans les années 1940, après la Seconde Guerre mondiale, East York accueille de nombreux vétérans et leurs familles. Beaucoup de maisons à bon marché sont construites, notamment celles autour de Topham Park, par le gouvernement, afin de loger les vétérans et les baby-boomers. Le gouvernement local est, à la fois, socialement responsable et économe, conformément à l'image que les résidents ont d'eux-mêmes : East York est habité par des voisins amicaux et des organisations non gouvernementales.
En 1953, la ville, alors dans le comté de York, est rattachée à la Communauté urbaine de Toronto. Le 1er janvier 1967, l'arrondissement semi-autonome d'East York est créé, par la fusion de l'ancien canton d'East York et de l'ancienne ville de Leaside. C'est, alors, le seul arrondissement du Canada. Leaside est une communauté industrielle et résidentielle. East York est fusionné avec North York, York, Scarborough, Etobicoke et Old Toronto, dans la nouvelle mégalopole de Toronto, le 1er janvier 1998. Le dernier maire d'East York est Michael Prue, qui devient ensuite conseiller municipal d'East York, puis député provincial de Beaches—East York, en 2001. Entre 2002 et 2005, le Centre civique d'East York « Salle du Conseil True Davidson » est utilisé pour les audiences de l'enquête sur la location informatique de Toronto/enquête sur les contrats externes de Toronto.

## Géographie

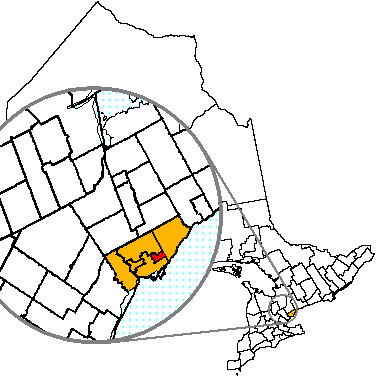
Position d'East York (en rouge) dans la ville de Toronto, et de Toronto (en jaune) dans la province de l'Ontario.

East York est situé dans la région des Grands Lacs. Le quartier a une superficie de 21,26 km2, ce qui en fait le plus petit quartier de Toronto. Situé à l'est de Downtown, il est séparé de l'ancienne ville de Toronto par la rivière Don. L'ancien East York est au sud-est de la rivière, et les zones de Leaside, Bennington Heights et celle, fortement peuplée, de Thorncliffe Park, au nord-ouest du cours d'eau.

### Quartiers

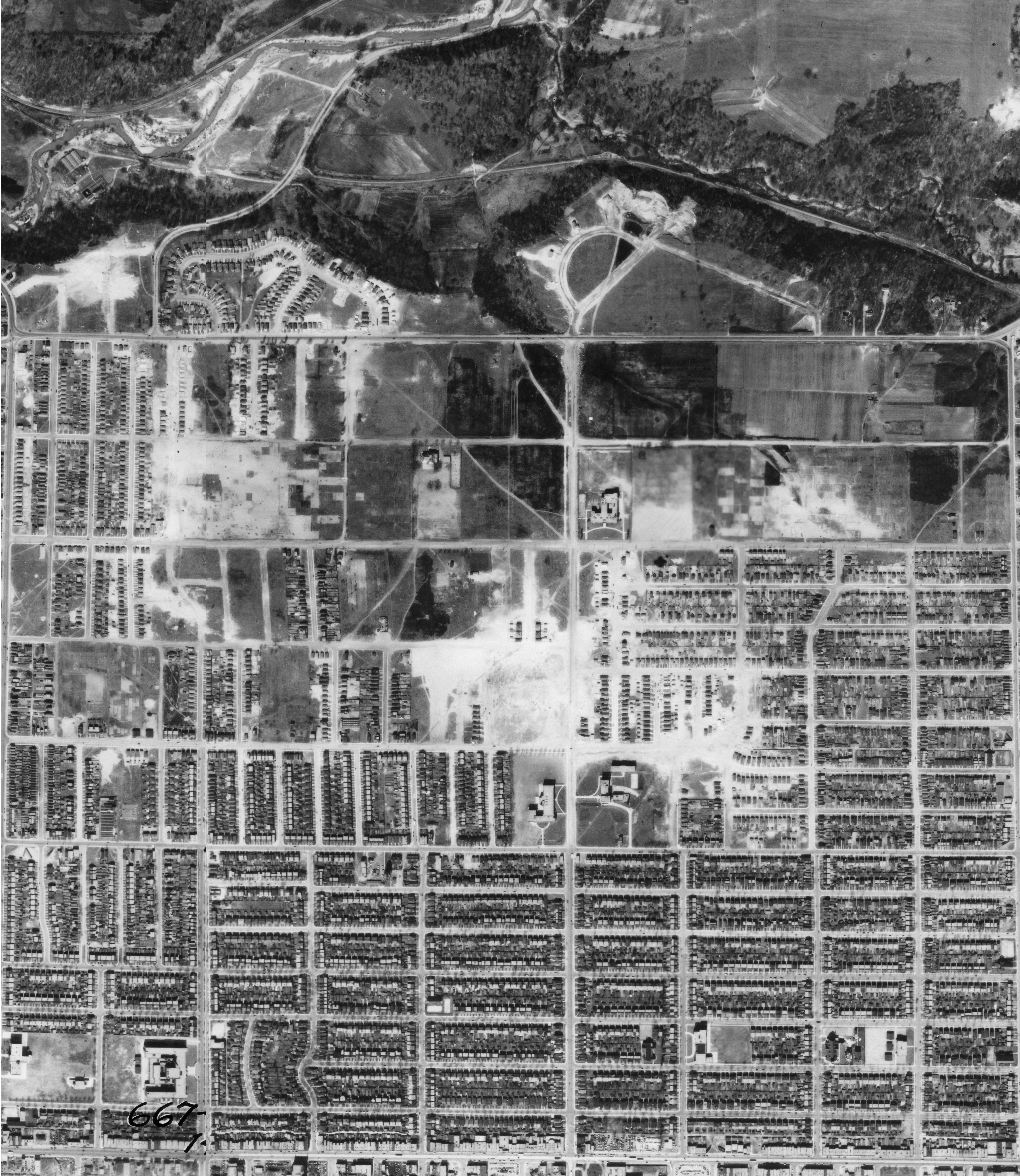
Photographie aérienne du centre d'East York, en 1942.

- Bermondsey
- Crescent Town
- East Danforth
- Governor's Bridge
- Leaside
- O'Connor-Parkview
- Old East York
- Pape Village
- Thorncliffe Park
- Woodbine Heights

## Administration
East York est dirigé par le conseil municipal de Toronto. Son maire est celui de Toronto, Rob Ford. Le quartier appartient au fuseau horaire Temps de l'Est (UTC−05:00). À l'heure d'été, il est dans le fuseau horaire EDT (UTC−04:00). Les codes postaux du quartier sont M4B, M4C, M4E, M4G, M4H et M4J. East York est jumelé avec Skopje, en Macédoine.

### Maires
Le chef de l'exécutif d'East York est le préfet, de 1924 à 1966, puis le maire, de 1967 à 1998.

#### Préfets
- 1924-1925 - Robert Barker
- 1926 - Robert Henry MacGregor
- 1927-1933 - R. M. Leslie
- 1934-1935 - John Warren
- 1936 - Arthur Henry Williams, qui devient, plus tard, député provincial du CCF et député fédéral de l'Ontario.
- 1937-1948 - John Warren
- 1950-1956 - Harry G. Simpson
- 1957-1960 - Jack R. Allen
- 1961-1966 - True Davidson

#### Maires
- 1967-1972 - True Davidson
- 1973-1975 - Willis L. Blair
- 1976 - Leslie H. Saunders
- 1977-1982 - Alan Redway, par la suite député fédéral progressiste-conservateur
- 1983-1992 - David Johnson (en), par la suite député provincial progressiste-conservateur
- 1993 (8 avril)-1998 - Michael Prue, par la suite conseiller municipal de Toronto et député provincial NDP

### Politique
Les représentants du quartier, au Parlement national, sont Craig Scott (NDP), Matthew Kellway (NDP) et John Carmichael (CON). Au Parlement provincial, ce sont Michael Prue (NDP), Peter Tabuns (NDP) et Kathleen Wynne (LIB).

### Services

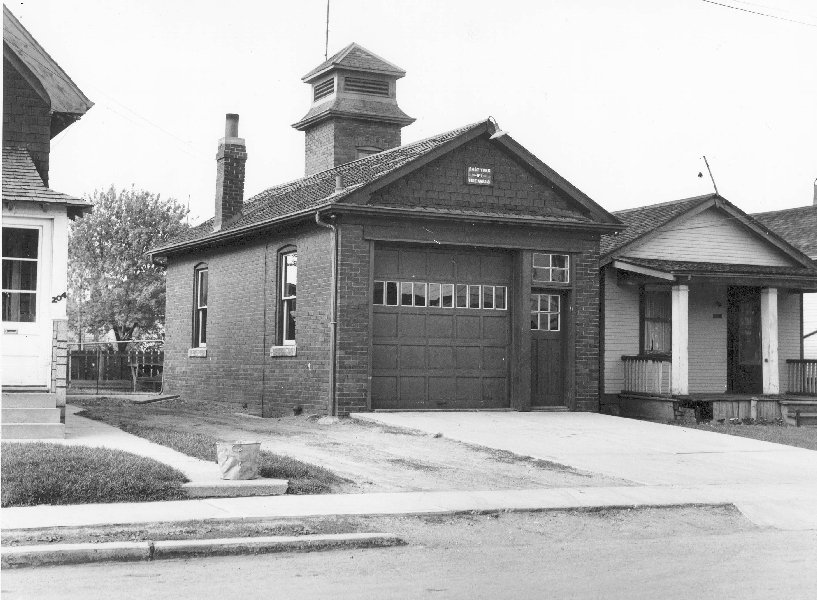
Départements de police et des sapeurs-pompiers d'East York, vers 1929.

East York possède son propre service d'incendie, avec trois stations, qui sont toujours en opération aujourd'hui, sous la direction des services combinés d'incendie de Toronto.

## Démographie
East York compte 112 054 habitants. C'est le quartier le moins peuplé de Toronto. La densité de population est de 5 418 habitants.km−2. Entre 2001 et 2006, la population diminue de 0,54 % par an, en moyenne.
| 1924   | 1971    | 2001    | 2006    |
| ------ | ------- | ------- | ------- |
| 19 849 | 104 645 | 115 185 | 112 054 |

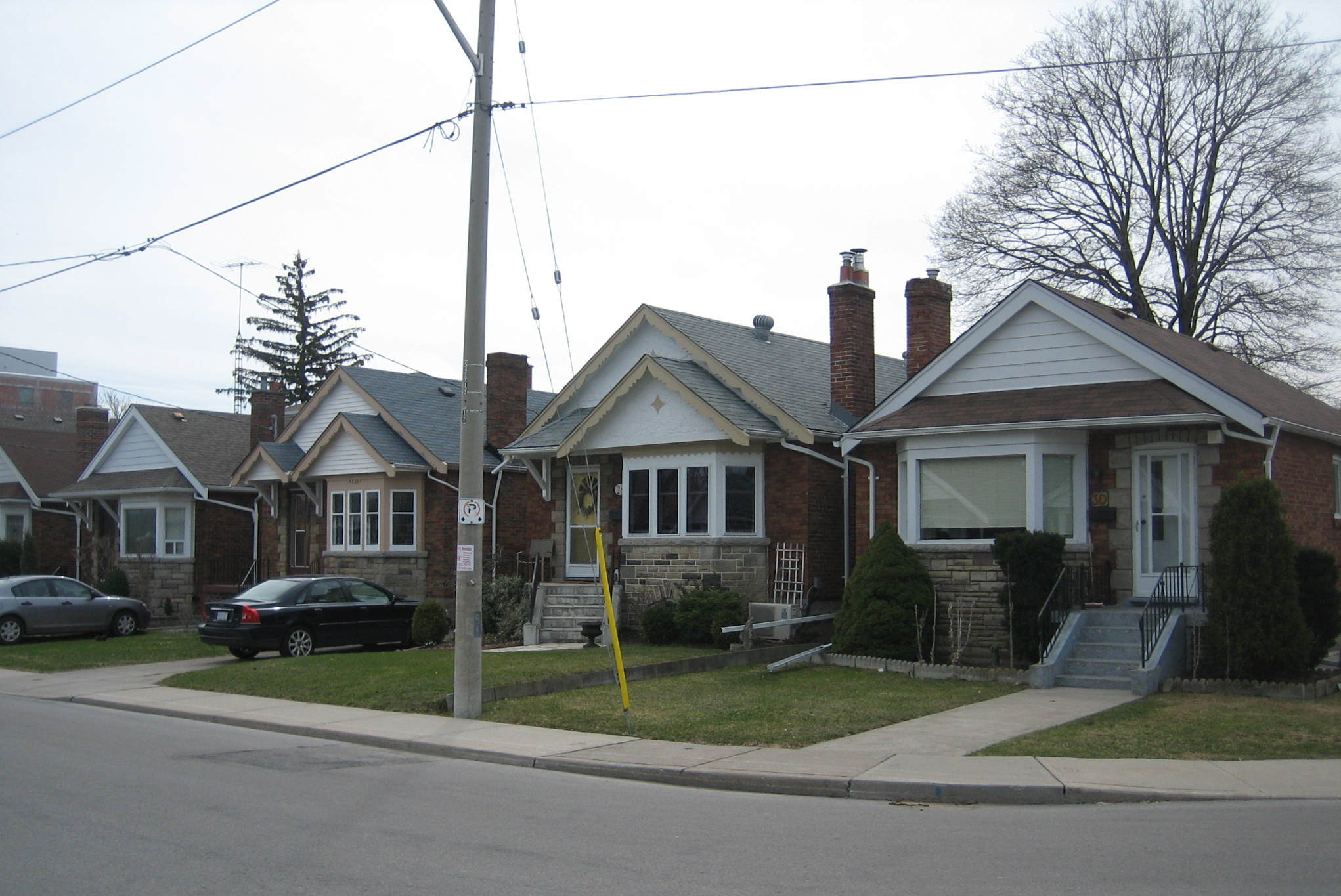
Bungalows à Old East York.

Le centre d'East York est constitué d'habitations des classes moyenne et ouvrière, avec de vastes urbanisations, de grande hauteur, le long des rues principales et périphériques de Crescent Town et Thorncliffe Park. East York est initialement peuplé par des habitants appartenant à la classe ouvrière anglaise, qui apprécient la possibilité de posséder leurs propres petites maisons, avec des pelouses sur le devant et des jardins à l'arrière. Beaucoup immigrent du Lancashire et du Yorkshire. En 1961, 71,7 % de la population sont identifiés comme ayant des origines britanniques.
East York devient, au fil des ans, une enclave résidentielle pour personnes âgées, quand les propriétaires originaux de l'époque des années 1940 et les jeunes familles émigrent en banlieue pour vivre dans des maisons plus grandes. Récemment, une gentrification rapide et accélérée a changé de nombreux quartiers. De nombreux bungalows d'un étage en ont ajouté un deuxième et de nombreux magasins ont été convertis en boutiques plus haut de gamme.
|                            | Population | Proportion de la population totale (%) |
| Sud-asiatiques             | 19 315     | 17,4                                   |
| Chinois                    | 6 870      | 6,2                                    |
| Philippins                 | 4 625      | 4,2                                    |
| Noirs                      | 4 510      | 4,1                                    |
| Ouest asiatiques et arabes | 2 510      | 2,3                                    |
| Latino-américains          | 835        | 0,8                                    |
| Sud-est asiatiques         | 715        | 0,6                                    |
| Coréens                    | 630        | 0,6                                    |
| Japonais                   | 610        | 0,5                                    |
| Autres                     | 1 735      | 1,5                                    |
| Total                      | 42 355     | 37,799                                 |

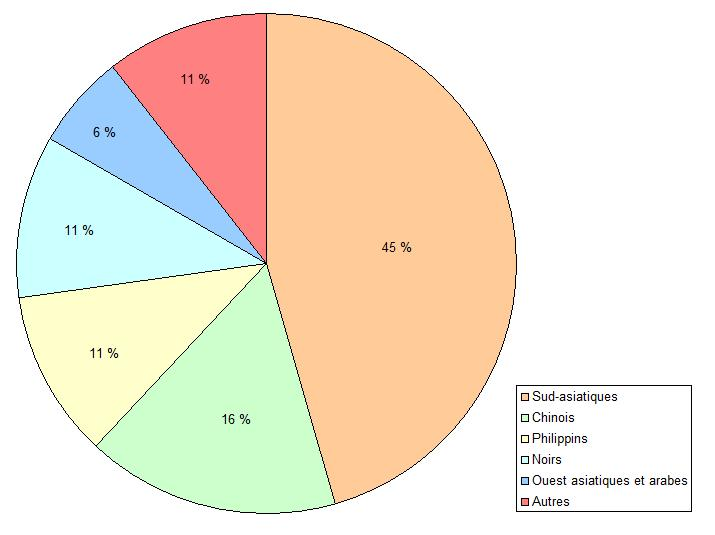
Minorités, en 2006.

Depuis les années 1970, la composition de la population a changé. Initialement à prédominance britannique, East York est devenu un point d'arrivée pour les immigrants, dont beaucoup ont établi leur première résidence au Canada dans les appartements offerts en abondance à Thorncliffe Park, Crescent Town et ailleurs, sur les rues principales ou à proximité. Près de la moitié de la population (45,1 %), en 2001, est née à l'étranger. Parmi ces habitants, 49,0 % ont immigré dans la région entre 1991 et 2001. Ces groupes comprennent des Bengalis, Indiens, Pakistanais, Jamaïcains, Philippins et Sri-Lankais. East York a aussi une population grecque bien établie et une communauté chinoise en pleine croissance. En 2006, le pourcentage de la population appartenant à des minorités visibles était de 37,799 % et le pourcentage d'immigrants était de 44,4 %.

## Transports
East York est traversé par le Don Valley Parkway, une des artères les plus fréquentées de Toronto.

## Emploi
East York compte, en 2007, 147 800 emplois, soit 11,29 % des emplois de la ville de Toronto.

## Société
Pendant de nombreuses années, le canton d'East York ne permet pas la vente de boissons alcoolisées dans les restaurants. Il en résulte une forte concentration de restaurants et de bars servant de l'alcool sur Danforth Avenue, une rue importante de la ville de Toronto, orientée est-ouest, juste au sud d'East York. L'interdiction de servir de l'alcool est rapportée dans les années 1970.
La Chambre estonienne, qui est le consulat estonien officieux, à Toronto, est installée à East York. Le bâtiment accueille des banquets et des événements sociaux et même une école estonienne pour la communauté estonienne de Toronto,.

### Langues
Bien que l'anglais soit la langue dominante dans la région, près de la moitié (42,6 %) de la population indique que sa langue maternelle n'est ni l'anglais ni le français.

### Presse
Depuis 1995, le East York Mirror, dirigé par Ian Proudfoot, est un hebdomadaire consacré à East York. Appartenant au groupe de presse Metroland Media, il tire à 37 750 exemplaires et est publié, tous les jeudis, au format tabloïd.

### Religion

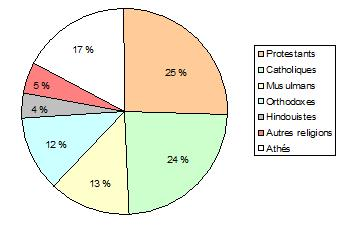
Religions.

Les affiliations religieuses de la population d'East-York sont cohérentes avec la composition ethnique du quartier. Quelque 63,4 % de la population adhèrent au christianisme, avec une répartition presque égale entre les catholiques (23,6 %) et les protestants (25,3 %). Les chrétiens orthodoxes et des types non précisés de christianisme représentent 12,0 % et 2,5 %, respectivement. Le plus grand groupe religieux non-chrétien est constitué par les musulmans, qui représentent 12,6 % des adeptes d'une religion, suivie de l'hindouisme (3,7 %), du bouddhisme (1,6 %) et du judaïsme (0,9 %). Un pourcentage non négligeable de la population (17,1 %) n'a aucune affiliation religieuse.

### Éducation

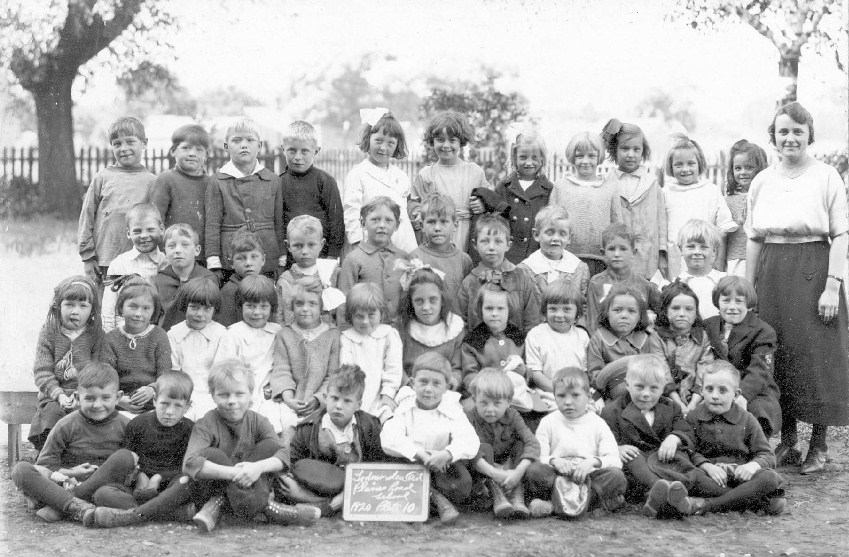
L'école de Plains Road, à East York, vers 1920.

Le Toronto District School Board (TDSB) dirige des écoles publiques laïques en anglais et en immersion française. L'East York Board of Education, l'autorité scolaire précédente, a fusionné avec le TDSB.

### Culture
East York possède un chœur mixte, le Groupe de concert d'East York (anglais : East York Concert Band).

### Sport
East York est le foyer de diverses équipes sportives. Les équipes de hockey sont les Bulldogs, qui jouent à l'East York Arena, Victoria Village, qui joue au stade de Victoria Village, et les Flames, jouant aux Leaside Memorial Community Gardens. Les trois équipes offrent des cours pour débutants au niveau étudiant (garçons et filles) et des compétitions pour différents âges, jouées dans la Ligue de hockey de North York. East York est le foyer du Club de football d'East York (anglais : East York Soccer Club), qui joue à East York Collegiate, de Clairlea Soccer, jouant à divers endroits, et de Leaside-East Toronto Soccer Club, jouant à Leaside High School et Flemingdon. Ces trois clubs offrent une pratique du football pour débutants et en compétition pour tous les âges.
En ce qui concerne le baseball, East York est le siège d'organisations comme l’Association de baseball d'East York (anglais : East York Baseball Association) et Topham Park. L’Association de baseball d'East York, créée en 1952, offre une pratique pour débutants et du baseball AAA pour tous les âges, alors que Topham Park ne propose que le niveau débutant. East York abrite également un club de patinage artistique, renommé dans la province, un club de boulingrin et un club de curling. East York a aussi un groupe communautaire de planche à roulettes, Team EY, qui collabore avec la communauté locale pour construire le skatepark d'East York, en 2007. Le Club de gymnastique d'East York (anglais : East York Gymnastics Club) offre de la compétition, aux garçons et filles, à partir de l'âge de cinq ans, et plus de 330 cours de gymnastique récréative. En 2011, 24 athlètes du club participent aux championnats provinciaux masculins. Le Club de plein air d'East York (anglais : Outing Club of East York), fondé en 1976, propose des activités de plein air à ses adhérents : randonnées pédestres, à skis et à raquettes à neige, canoë-kayak et cyclisme
Leaside Memorial Community Gardens, à Leaside, est le plus grand centre de loisirs d'East York. Il dispose d'une piscine couverte, d'une patinoire, d'une piste de curling et d'un grand auditorium.

## Personnalités liées au quartier
- Will Arnett, acteur
- Edwin Alonzo Boyd, pilleur de banques
- Jim Brennan, joueur de football de ligue majeure du Toronto FC
- Rich Butler, joueur professionnel de baseball (voltigeur)
- Rob Butler, joueur professionnel de baseball (voltigeur)
- John Candy, humoriste et acteur
- Shirley Douglas, actrice, fille du politicien Tommy Douglas et mère de Kiefer Sutherland
- George Dunbar, photographe
- Stephen Harper, premier ministre canadien (Leaside)
- Jesse F. Keeler, DJ/producteur de MSTRKRFT et bassiste/claviériste de Death from Above 1979
- Les Kratt Brothers, animateurs d'émissions de télévision pour enfants
- Peter Lynch, metteur en scène de télévision
- Russell Martin, joueur professionnel de baseball (attrapeur)
- Raymond Massey, acteur
- Vincent Massey, gouverneur général du Canada
- Robert McClure, missionnaire médical
- Agnes McPhail, première femme élue à la Chambre des communes du Canada
- Colin Mochrie, acteur et humoriste improvisateur
- Charles Sauriol, naturaliste et écrivain
- Reuben Smith, vétéran des Première et Seconde Guerres mondiales, horticulteur amateur renommé
- Kiefer Sutherland, acteur de cinéma et de télévision, vedette de 24
- Still Life Still, groupe de rock indépendant canadien
- Christopher Tanev, joueur professionnel de hockey sur glace
- Ron Taylor, médecin et joueur professionnel de baseball (lanceur)
- Domenic Troiano, guitariste de Ronnie Hawkins, The Guess Who et Bush
- Nerene Virgin, journaliste, actrice et institutrice
- Whipper Billy Watson, champion de catch